# Agua Azul (parque)
El Parque Agua Azul es un parque urbano de la ciudad de Guadalajara. Está ubicado en la calzada Independencia del centro histórico. 

## Historia
El parque siempre ha sido un lugar importante para la ciudad. Funcionaba como vaso regulador del río San Juan de Dios y contaba con muchos manantiales. En la época virreinal los pobladores tanto ricos y pobres llegaban a la laguna para bañarse o lavar su ropa. Fue convertido en parque a finales del siglo XIX, tomando inspiración de los espacios verdes en Europa o Estados Unidos. En 1875 se puso en marcha el plan de crear un parque adecuado para los habitantes de Guadalajara. El 14 de abril de 1886 durante la gubernatura de Francisco Tolentino se adquirieron las lagunas de Agua Azul de los Álvarez del Castillo.
En 1890 se instalaron lavaderos públicos en la zona, convirtiéndose en un sitio muy útil para la gente pobre. En 1893 durante la gubernatura de Luis del Carmen Curiel se lanzó una convocatoria para la construcción del parque. La Revolución mexicana pospuso las obras nuevamente.
Durante la gubernatura de José Guadalupe Zuno de 1923 a 1926 se abrió el primer zoológico de la ciudad, la cual fue la más importante de toda Hispanoamérica en su época. Su zoológico contaba con especies de otros continentes. Después de dejar el cargo le siguieron cuatro gobernadores con administraciones breves, culminando con el gobierno de Margarito Ramírez Miranda cerrando el zoológico sin ninguna explicación a finales de la década de los 1920s. Los animales terminaron en circos o fueron cazados en el mismo parque.
Desde 1946 hasta 1952 por fin se termina el parque, incluyendo la concha acústica, un foro abierto que ha recibido a muchos artistas. El presidente municipal Gabriel Covarrubias Ibarra cerró el parque por dos años para remodelarlo para el 450 aniversario de la fundación de la ciudad en 1992. Fueron agregados un orquidario, aviario y mariposario.

## Actualidad
En la actualidad cuenta con una superficie de 168.500 metros cuadrados dividido a la mitad por la Avenida Gobernador Luis Gonzalo Curiel, las dos secciones están conectadas por un puente sin embargo no hay acceso al público a la segunda parte, siendo esta utilizada como un terreno de aparcamiento de unidades del gobierno municipal y otras instituciones. El parque cuenta con amplios y cuidados jardines; dentro de éstos se distribuyen 1.465 árboles de diferentes especies, brindando un paisaje acogedor, invitando a pasar un día de campo bajo la sombra de alguno de ellos.
Al ingresar al parque se observa una gran esfera de aluminio que corresponde al mariposario, llamado «La Casa de las Mariposas»; y a través de un túnel se puede ingresar, para apreciar en toda su majestuosidad las diferentes mariposas que allí se mantienen y que corresponden a las que habitan en la región. Del mismo modo, el aviario y las jaulas individuales están acondicionadas al hábitat natural de las aves que albergan, para que el público pueda gozar de su singular belleza.
Además, y con el propósito de proteger las especies de México en peligro de extinción, se tiene una clínica de reproducción que funciona de manera exitosa. Existe también un orquideario de forma piramidal, en donde se exhiben los ejemplares más exóticos que podamos encontrar de orquídeas de la región; y el cual cuenta con un clima tropical-húmedo controlado durante todo el tiempo. Año con año se realizan exposiciones durante los meses de marzo y octubre, en las que participan las asociaciones de orquideología de todo el país.
El parque antes contaba con dos fuentes, sólo perdurando una hasta la fecha. Una se ubicaba en el centro del parque y la otra ahora se encuentra en la esquina de la calzada Independencia y la avenida González Gallo. La que aún existe está en forma de cáliz y fue labrada con cantera y decorada con azulejos.

## Lugares de interés
El parque tiene en su interior:
- Museo de Paleontología de Guadalajara
- Teatro Experimental de Jalisco
- Instituto de la Artesanía Jalisciense
- Concha acústica
- Orquideario
- Aviario
- Mariposario
- Unidad deportiva
- Jardín del arte
- Calzada de los músicos
- Sala de exposiciones
- Sala de video
- Senderos educativos
- Foro infantil

### Zoológico del parque agua azul
El zoológico del parque agua azul fue un zoológico inaugurado en 1952 por el gobernador de Guadalajara José Guadalupe Zuno.
Este zoológico contó con 200 especies animales, entre ellas osos, tigres, leones, hipopótamos, jirafas, varias especies de primates y aves, rinocerontes, elefantes, cocodrilos, serpientes, mapaches,comadrejas, armadillos,venados,cebras,cabras,burros etc.
Este zoológico desapareció en 1988 debido a que ese mismo año se inauguró el zoológico Guadalajara
El cual fue inaugurado por el presidente Miguel de la Madrid  el cual tenía mejores instalaciones que el zoológico del parque agua azul y los animales fueron trasladados a este nuevo zoológico.
Este zoológico fue destruido y el lugar donde se ubicaba fue construido un mariposario y un vivero de orquídeas  hoy en día solo quedan en el parque pocas jaulas con aves y el aviario.

### Concha acústica
La Concha acústica es un foro ubicado en el parque agua azul fue inaugurada en 1958 en este lugar se han realizado varios conciertos y festivales de música entre ellos el rock al parque,el festival viva la concha,el festival fuerza y el más destacados rock x la vida además este lugar fue sede de las fiestas de octubre de 1965 hasta 1983 ya que tiempo después cambiarían su sede al auditorio Benito Juárez en 1984.